# Exocentrus rufohumeralis
Exocentrus rufohumeralis là một loài bọ cánh cứng trong họ Cerambycidae.